# Nati nel 1819
| Questa pagina contiene informazioni ricavate automaticamente dalle voci biografiche con l'ausilio del template Bio e di un bot. L'aggiornamento è periodico e automatico e ricostruisce completamente la pagina. Se manca una persona in questa lista, sei pregato di non aggiungerla, ma accertati piuttosto che la sua voce biografica contenga il template Bio e che i dati anagrafici siano correttamente compilati. Se il template Bio manca, inseriscilo tu stesso o, in alternativa, metti l'avviso {{tmp\|Bio}} che ne segnala la mancanza. Se i dati riportati sono sbagliati, correggi direttamente la voce biografica; le modifiche saranno visibili in questa lista entro pochi giorni. Per chiarimenti vedi il progetto biografie. La lista contiene solo le 422 persone che sono citate nell'enciclopedia e per le quali è stato implementato correttamente il template Bio. Pagina aggiornata al 2 lug 2025. |

## Gennaio(29)
- 1º gennaio - Arthur Hugh Clough, poeta inglese († 1861)
- 1º gennaio - Charles Jalabert, pittore francese († 1901)
- 3 gennaio - Francesca Schervier, religiosa tedesca († 1876)
- 5 gennaio - Leonard James Farwell, politico statunitense († 1889)
- 6 gennaio - Baldassare Verazzi, pittore italiano († 1886)
- 7 gennaio - Maria Wodzińska, nobile polacca († 1896)
- 10 gennaio - Andō Nobumasa, militare giapponese († 1871)
- 10 gennaio - Pierre-Édouard Frère, pittore e litografo francese († 1886)
- 11 gennaio - Piero Cironi, patriota, pubblicista e scrittore italiano († 1862)
- 11 gennaio - Francesco Saverio Seelos, presbitero tedesco († 1867)
- 12 gennaio - Giovanni Guicciardi, baritono italiano († 1883)
- 12 gennaio - Adolphe Gutmann, pianista e compositore tedesco († 1882)
- 12 gennaio - Fortunato Zeni, naturalista italiano († 1879)
- 13 gennaio - Emilio Ferrero, politico e generale italiano († 1887)
- 14 gennaio - Fabio Campana, compositore e direttore d'orchestra italiano († 1882)
- 16 gennaio - Ignazio Jacometti, scultore italiano († 1883)
- 17 gennaio - Joshua A. Norton, imprenditore inglese († 1880)
- 18 gennaio - Ermogene Gnocchi, patriota italiano († 1901)
- 19 gennaio - Angelo Camerini, politico italiano († 1885)
- 19 gennaio - William Powell Frith, pittore britannico († 1909)
- 20 gennaio - Luigi Arcozzi Masino, agronomo e patriota italiano († 1899)
- 20 gennaio - Alessandro Biagi, pianista e compositore italiano († 1884)
- 21 gennaio - Enea Becheroni, scultore italiano († 1855)
- 21 gennaio - Anton von Petz, ammiraglio austriaco († 1885)
- 22 gennaio - Giovanni Battista Cavalcaselle, scrittore, storico dell'arte e critico d'arte italiano († 1897)
- 24 gennaio - Heinrich Adolf Rinne, medico tedesco († 1868)
- 24 gennaio - Johann Jakob Weilenmann, alpinista e scrittore svizzero († 1896)
- 31 gennaio - Jean-Augustin Barral, scienziato, chimico e agronomo francese († 1884)
- 31 gennaio - William Pakenham, IV conte di Longford, politico irlandese († 1887)

## Febbraio(27)
- 2 febbraio - Girolamo Alessandro Biaggi, compositore e critico musicale italiano († 1897)
- 3 febbraio - Giovanni Battista Benardelli, pittore, incisore e fotografo italiano († 1858)
- 5 febbraio - Jacopo D'Andrea, pittore italiano († 1906)
- 7 febbraio - Giosuè Argenti, scultore e docente italiano († 1901)
- 8 febbraio - Wilhelm Jordan, scrittore tedesco († 1904)
- 8 febbraio - John Ruskin, scrittore, pittore e poeta britannico († 1900)
- 8 febbraio - Carolyne zu Sayn-Wittgenstein, nobildonna polacca († 1887)
- 9 febbraio - Francesco Ragusa, vescovo cattolico italiano († 1895)
- 10 febbraio - Albert Schwegler, filologo, filosofo e teologo tedesco († 1857)
- 11 febbraio - Domenico Bolognese, poeta, drammaturgo e librettista italiano († 1881)
- 11 febbraio - Samuel Parkman Tuckerman, compositore statunitense († 1890)
- 12 febbraio - William Wetmore Story, scultore, critico d'arte e poeta statunitense († 1895)
- 13 febbraio - Auguste von Littrow, scrittrice e attivista austriaca († 1890)
- 14 febbraio - Christopher Sholes, inventore statunitense († 1890)
- 15 febbraio - Louis Figuier, scrittore e divulgatore scientifico francese († 1894)
- 17 febbraio - Philipp Jaffé, storico, filologo e diplomatista tedesco († 1870)
- 18 febbraio - Prokop Chocholoušek, scrittore e giornalista ceco († 1864)
- 19 febbraio - Angelo Piola Caselli, generale italiano († 1873)
- 20 febbraio - Alexandre Beauprêtre, militare francese († 1864)
- 20 febbraio - Alfred Escher, politico e dirigente d'azienda svizzero († 1882)
- 20 febbraio - Rudolf Löwenstein, scrittore tedesco († 1891)
- 22 febbraio - James Russell Lowell, poeta, critico letterario e diplomatico statunitense († 1891)
- 22 febbraio - Eugenio Vetromile, scrittore e presbitero italiano († 1881)
- 23 febbraio - Pasquale Massacra, pittore italiano († 1849)
- 25 febbraio - Peter Friedhofen, presbitero tedesco († 1860)
- 27 febbraio - Raffaele Ferlotti, baritono italiano († 1891)
- 28 febbraio - Ryszard Wincenty Berwiński, poeta e scrittore polacco († 1879)

## Marzo(40)
- 1º marzo - François-Marie-Benjamin Richard, cardinale e arcivescovo cattolico francese († 1908)
- 1º marzo - Władysław Taczanowski, zoologo, ornitologo e aracnologo polacco († 1890)
- 1º marzo - Heinrich Adolf von Bardeleben, chirurgo e generale tedesco († 1895)
- 2 marzo - Samuel Brannan, politico e giornalista statunitense († 1889)
- 2 marzo - Henry Tracey Coxwell, scrittore britannico († 1900)
- 3 marzo - Giovanni Ruggeri della Torre, politico italiano († 1896)
- 3 marzo - Gustave de Molinari, economista belga († 1912)
- 4 marzo - Édouard Timbal-Lagrave, farmacista e botanico francese († 1888)
- 4 marzo - Narcyza Żmichowska, scrittrice e poetessa polacca († 1876)
- 5 marzo - Anna Cora Mowatt, scrittrice, drammaturga e attrice teatrale francese († 1870)
- 6 marzo - Émile Blanchard, entomologo e zoologo francese († 1900)
- 7 marzo - Antonio Araldi, generale e politico italiano († 1891)
- 10 marzo - Salvatore Castiglia, marinaio, diplomatico e patriota italiano († 1895)
- 11 marzo - Henry Tate, imprenditore e collezionista d'arte inglese († 1899)
- 12 marzo - Giustiniano Nicolucci, antropologo, etnologo e archeologo italiano († 1904)
- 14 marzo - Louis Hippolyte Hupé, paleontologo e naturalista francese († 1867)
- 15 marzo - Tommaso Manzone, politico italiano († 1893)
- 16 marzo - José Paranhos, visconte di Rio Branco, politico e diplomatico brasiliano († 1880)
- 17 marzo - Alecu Russo, patriota e scrittore rumeno († 1859)
- 19 marzo - Carolina d'Assia-Homburg, principessa († 1872)
- 20 marzo - Emilio Altieri, VII principe di Oriolo, principe italiano († 1900)
- 22 marzo - William Henry Elder, arcivescovo cattolico statunitense († 1904)
- 24 marzo - Friedrich Theodor von Frerichs, medico tedesco († 1885)
- 25 marzo - Giuseppe Greppi, nobile, ambasciatore e politico italiano († 1921)
- 25 marzo - Venceslaus Ulricus Hammershaimb, pastore protestante faroese († 1909)
- 25 marzo - Vincenzo Padula, presbitero, poeta e patriota italiano († 1893)
- 26 marzo - Louise Otto-Peters, scrittrice tedesca († 1895)
- 26 marzo - Giorgio, duca di Cambridge, nobile inglese († 1904)
- 27 marzo - Girolamo Della Valle, politico italiano († 1888)
- 27 marzo - Filip Hristić, politico e diplomatico serbo († 1905)
- 28 marzo - Joseph Bazalgette, ingegnere inglese († 1891)
- 28 marzo - André-Adolphe-Eugène Disdéri, fotografo francese († 1889)
- 28 marzo - Roger Fenton, fotografo inglese († 1869)
- 28 marzo - Edgar von Westphalen, politico tedesco († 1890)
- 29 marzo - Diego Aliprandi, politico italiano († 1910)
- 29 marzo - Edwin Drake, inventore statunitense († 1880)
- 30 marzo - Charles FitzGerald, IV duca di Leinster, nobile e politico irlandese († 1887)
- 30 marzo - Bartholomew Woodlock, vescovo cattolico e filosofo irlandese († 1902)
- 31 marzo - Édouard Louis Dubufe, pittore francese († 1883)
- 31 marzo - Chlodwig zu Hohenlohe-Schillingsfürst, politico tedesco († 1901)

## Aprile(25)
- 1º aprile - John Dalrymple, X conte di Stair, politico scozzese († 1903)
- 4 aprile - Regina Dal Cin, italiana († 1897)
- 4 aprile - Félix Lambrecht, politico e imprenditore francese († 1871)
- 4 aprile - Maria II del Portogallo, regina portoghese († 1853)
- 4 aprile - Filippo Severati, pittore italiano († 1892)
- 4 aprile - Gustave Vapereau, scrittore e lessicografo francese († 1906)
- 7 aprile - Giovanni Battista Janelli, militare e scrittore italiano († 1884)
- 9 aprile - Václav Treitz, patologo ceco († 1872)
- 11 aprile - Charles Hallé, pianista e direttore d'orchestra tedesco († 1895)
- 11 aprile - Antonio Susini, generale italiano († 1900)
- 16 aprile - Mariano Delli Franci, patriota italiano († 1884)
- 16 aprile - Antonio Maria Pucci, presbitero italiano († 1892)
- 18 aprile - Franz von Suppé, compositore e direttore d'orchestra austriaco († 1895)
- 18 aprile - Carlos Manuel de Céspedes, rivoluzionario cubano († 1874)
- 19 aprile - Salvatore Mazza, pittore, scrittore e incisore italiano († 1886)
- 22 aprile - Friedrich von Bodenstedt, scrittore tedesco († 1892)
- 23 aprile - Edward Stafford, politico neozelandese († 1901)
- 24 aprile - Orlando Bridgeman, III conte di Bradford, nobile e politico inglese († 1898)
- 24 aprile - Klaus Groth, scrittore tedesco († 1899)
- 25 aprile - Charles Ellicott, vescovo anglicano e teologo britannico († 1905)
- 25 aprile - Jai Singh III, principe indiano († 1835)
- 25 aprile - Francesco Secchi De Casali, patriota e giornalista italiano († 1885)
- 26 aprile - Jean-Joseph Perraud, scultore francese († 1876)
- 27 aprile - William Muir, orientalista scozzese († 1905)
- 28 aprile - Ezra Abbot, biblista statunitense († 1884)

## Maggio(32)
- 2 maggio - Ippolit Monighetti, architetto russo († 1878)
- 3 maggio - Nicola De Giosa, compositore italiano († 1885)
- 5 maggio - Achille De Bassini, baritono italiano († 1881)
- 5 maggio - Stanisław Moniuszko, compositore polacco († 1872)
- 7 maggio - Otto Wilhelm von Struve, astronomo russo († 1905)
- 8 maggio - Charles Mansfield, chimico britannico († 1855)
- 9 maggio - Giuseppina Brambilla, contralto e soprano italiana († 1903)
- 9 maggio - Luigi Melegari, avvocato e patriota italiano († 1877)
- 11 maggio - Antonio Arcieri, politico italiano († 1894)
- 13 maggio - Giovanni De Donà, presbitero, patriota e letterato italiano († 1890)
- 15 maggio - Ferdinand Poschacher von Poschach, militare austriaco († 1866)
- 15 maggio - Friedrich Rochleder, chimico austriaco († 1874)
- 16 maggio - Johann Voldemar Jannsen, giornalista e poeta estone († 1890)
- 16 maggio - Emily Petty-FitzMaurice, marchesa di Lansdowne, nobile britannica († 1895)
- 19 maggio - Nikolaj Vladimirovič Adlerberg, militare e politico russo († 1892)
- 19 maggio - Anselmo Guerrieri Gonzaga, avvocato, giornalista e politico italiano († 1879)
- 19 maggio - Giovan Battista di Crollalanza, storico, genealogista e araldista italiano († 1892)
- 20 maggio - Horace Jones, architetto inglese († 1887)
- 20 maggio - Diego Vitrioli, poeta italiano († 1898)
- 21 maggio - Harry Gem, tennista, avvocato e scrittore britannico († 1881)
- 21 maggio - Carl Wilhelm von Zehender, oculista tedesco († 1916)
- 23 maggio - Tycho Mommsen, filologo classico tedesco († 1900)
- 23 maggio - Friedrich von Schreiber, arcivescovo cattolico tedesco († 1890)
- 24 maggio - Ernst Dohm, editore, attore teatrale e traduttore tedesco († 1883)
- 24 maggio - Vittoria del Regno Unito, regina britannica († 1901)
- 27 maggio - Giorgio V di Hannover, sovrano tedesco († 1878)
- 27 maggio - Julia Ward Howe, attivista e poetessa statunitense († 1910)
- 29 maggio - Angelo Vinco, presbitero, missionario e esploratore italiano († 1853)
- 30 maggio - Constant Fornerod, politico svizzero († 1899)
- 31 maggio - William Worrall Mayo, medico inglese († 1911)
- 31 maggio - Antonio Mordini, patriota e politico italiano († 1902)
- 31 maggio - Walt Whitman, poeta, scrittore e giornalista statunitense († 1892)

## Giugno(38)
- 3 giugno - Anton Anderledy, gesuita svizzero († 1892)
- 3 giugno - Raffaele Bonelli, imprenditore, politico e nobile italiano († 1903)
- 3 giugno - Johan Barthold Jongkind, pittore olandese († 1891)
- 3 giugno - Magdalene Thoresen, drammaturga norvegese († 1903)
- 4 giugno - Eugène Jolibois, politico e avvocato francese († 1896)
- 5 giugno - John Couch Adams, matematico britannico († 1892)
- 5 giugno - Vincenzo Marinelli, pittore italiano († 1892)
- 6 giugno - Ernst Wilhelm von Brücke, medico tedesco († 1892)
- 6 giugno - Takht Singh, principe indiano († 1873)
- 7 giugno - Enrico Manzoni, nobile e imprenditore italiano († 1881)
- 8 giugno - Edward Angelo Goodall, pittore, illustratore e incisore inglese († 1908)
- 10 giugno - Gustave Courbet, pittore francese († 1877)
- 11 giugno - Riccardo Felici, fisico italiano († 1902)
- 12 giugno - Charles Kingsley, scrittore, docente e presbitero britannico († 1875)
- 12 giugno - Giacinto Visocchi, letterato, patriota e politico italiano († 1854)
- 13 giugno - Gaspare Monaco La Valletta, politico italiano († 1881)
- 15 giugno - Juana Manuela Gorriti, scrittrice e giornalista argentina († 1892)
- 16 giugno - Il'ja Stepanovič Šumov, scacchista russo († 1881)
- 18 giugno - Giuseppe Antonio Brugnone, presbitero, gesuita e zoologo italiano († 1884)
- 19 giugno - Adalindo Tanganelli, politico italiano († 1881)
- 20 giugno - Jacques Offenbach, compositore e violoncellista tedesco († 1880)
- 22 giugno - George Hinckley, militare britannico († 1904)
- 22 giugno - Hugh Algernon Weddell, botanico e medico britannico († 1877)
- 22 giugno - August Wöhler, ingegnere tedesco († 1914)
- 23 giugno - Lorenzo Bucci, patriota italiano († 1849)
- 24 giugno - Louis-Jules André, architetto francese († 1890)
- 25 giugno - Leone Emanuele Bardare, poeta italiano
- 25 giugno - Camille Ferri-Pisani, generale francese († 1893)
- 25 giugno - Alessandro Franchi, cardinale e arcivescovo cattolico italiano († 1878)
- 26 giugno - Abner Doubleday, generale statunitense († 1893)
- 27 giugno - Ernst Falkbeer, scacchista austriaco († 1885)
- 28 giugno - Carlotta Grisi, ballerina italiana († 1899)
- 28 giugno - Carlo Negroni, politico, giornalista e letterato italiano († 1896)
- 29 giugno - Nicolae Bălcescu, rivoluzionario rumeno († 1852)
- 29 giugno - Marie Escudier, giornalista e musicologo francese († 1880)
- 30 giugno - Lucile Grahn, ballerina danese († 1907)
- 30 giugno - Giuseppe Testa, medico italiano († 1894)
- 30 giugno - William Wheeler, politico statunitense († 1887)

## Luglio(22)
- 1º luglio - Elena Ivanovna Andrejanova, ballerina russa († 1857)
- 2 luglio - Charles-Louis Hanon, pedagogo, compositore e organista francese († 1900)
- 3 luglio - Louis Théodore Gouvy, compositore tedesco († 1898)
- 4 luglio - John Henry Gurney, ornitologo e banchiere britannico († 1890)
- 5 luglio - Guglielmo Stefani, giornalista e scrittore italiano († 1861)
- 6 luglio - Ignazio Knoblecher, prete, missionario e esploratore sloveno († 1858)
- 8 luglio - Francis Leopold McClintock, ammiraglio e esploratore irlandese († 1907)
- 9 luglio - Elias Howe, inventore statunitense († 1867)
- 9 luglio - Giuseppe de Spuches, poeta, traduttore e politico italiano († 1884)
- 10 luglio - Alfred von Arneth, storico, numismatico e politico austriaco († 1897)
- 10 luglio - Pieter Bleeker, medico e ittiologo olandese († 1878)
- 11 luglio - Antonio Giudice, politico italiano († 1898)
- 16 luglio - Michal Miloslav Bakulíny, insegnante e patriota slovacco († 1892)
- 17 luglio - Eunice Newton Foote, scienziata e attivista statunitense († 1888)
- 19 luglio - Gottfried Keller, scrittore e poeta svizzero († 1890)
- 20 luglio - Cornelius Jabez Hughes, fotografo e scrittore britannico († 1884)
- 22 luglio - Bénita Anguinet, illusionista francese († 1887)
- 22 luglio - Ernest Cosson, botanico francese († 1889)
- 23 luglio - George Phipps, II marchese di Normanby, politico britannico († 1890)
- 26 luglio - Gioacchino Bonnet, patriota italiano († 1890)
- 29 luglio - Theodor Brorsen, astronomo danese († 1895)
- 30 luglio - John Campbell Shairp, critico letterario e scrittore scozzese († 1885)

## Agosto(39)
- 1º agosto - Augustus Gregory, esploratore inglese († 1905)
- 1º agosto - Herman Melville, scrittore, poeta e critico letterario statunitense († 1891)
- 2 agosto - Pier Ambrogio Curti, scrittore, storico e patriota italiano († 1899)
- 4 agosto - Antonio Cua, matematico italiano († 1899)
- 5 agosto - Preston Brooks, politico statunitense († 1857)
- 6 agosto - Giovanni Bortolucci, politico italiano († 1900)
- 6 agosto - Filippo Antonio Gualterio, politico e storico italiano († 1874)
- 6 agosto - Charles-Édouard de Beaumont, pittore e litografo francese († 1888)
- 7 agosto - Ion Emanuel Florescu, politico e militare rumeno († 1893)
- 7 agosto - August Horislav Škultéty, scrittore, insegnante e pastore protestante slovacco († 1892)
- 8 agosto - Guglielmo Alberto di Montenuovo, principe italiano († 1895)
- 9 agosto - Jonathan Homer Lane, astrofisico statunitense († 1880)
- 9 agosto - Giulio Minervini, archeologo e numismatico italiano († 1891)
- 9 agosto - William Green Morton, odontoiatra statunitense († 1868)
- 10 agosto - Frederick Haines, generale britannico († 1909)
- 11 agosto - Emanuele Barba, filosofo e medico italiano († 1887)
- 11 agosto - Martin Johnson Heade, pittore statunitense († 1904)
- 12 agosto - Michele Anfossi, politico italiano († 1888)
- 12 agosto - Victoire Conroy, nobile britannica († 1866)
- 13 agosto - George Stokes, matematico e fisico irlandese († 1903)
- 14 agosto - Agénor de Gramont, diplomatico e politico francese († 1880)
- 17 agosto - Ferdinando Coletti, medico italiano († 1881)
- 18 agosto - Marija Nikolaevna Romanova, mecenate e collezionista d'arte russa († 1876)
- 18 agosto - Raghib Pascià, politico egiziano († 1884)
- 19 agosto - Michele Fazioli, politico italiano († 1904)
- 19 agosto - Vincenzo Pugliese Giannone, politico italiano († 1892)
- 19 agosto - Julius van Zuylen van Nijevelt, politico e diplomatico olandese († 1894)
- 20 agosto - Raffaele Castorani, medico e patriota italiano († 1887)
- 20 agosto - Giuseppe Gallone di Nociglia, imprenditore e politico italiano († 1898)
- 20 agosto - Andrew J. Grayson, artista e ornitologo statunitense († 1869)
- 21 agosto - Emilio Casa, medico e storico italiano († 1904)
- 23 agosto - Ludwig Karl Schmarda, naturalista austriaco († 1908)
- 25 agosto - Allan Pinkerton, poliziotto, investigatore e agente segreto britannico († 1884)
- 26 agosto - Alberto di Sassonia-Coburgo-Gotha, principe († 1861)
- 28 agosto - Eugen Gerometta, presbitero e linguista slovacco († 1887)
- 28 agosto - Alphonse Poitevin, ingegnere chimico e fotografo francese († 1882)
- 29 agosto - Giovanni Antonio Sanna, imprenditore e politico italiano († 1875)
- 30 agosto - Carlo Favetti, politico, scrittore e poeta italiano († 1892)
- 30 agosto - Giovanni Andrea Gregorini, imprenditore e politico italiano († 1878)

## Settembre(33)
- 6 settembre - William Starke Rosecrans, inventore, diplomatico e politico statunitense († 1898)
- 7 settembre - Jeanne Arnould-Plessy, attrice teatrale francese († 1897)
- 8 settembre - Elling Carlsen, esploratore e navigatore norvegese († 1900)
- 8 settembre - Fontes Pereira de Melo, politico portoghese († 1887)
- 9 settembre - Achille Del Giudice, politico italiano († 1907)
- 10 settembre - Giovanni Luigi Malvezzi de' Medici, politico, patriota e letterato italiano († 1892)
- 13 settembre - Diego Marongiu, giurista, politico e arcivescovo cattolico italiano († 1905)
- 13 settembre - Giuseppe Maria Papardo del Parco, arcivescovo cattolico italiano († 1883)
- 13 settembre - Stefano Romeo, patriota e politico italiano († 1869)
- 13 settembre - Clara Schumann, pianista e compositrice tedesca († 1896)
- 15 settembre - Francis Napier, X lord Napier, politico, diplomatico e nobile britannico († 1898)
- 15 settembre - Jules Pasdeloup, direttore d'orchestra francese († 1887)
- 16 settembre - Michele Castellamonte di Lessolo, magistrato e politico italiano († 1868)
- 16 settembre - Giuseppe Cencelli, avvocato e politico italiano († 1899)
- 16 settembre - Leopoldo Mazzei, medico, patriota e giornalista italiano († 1901)
- 16 settembre - Francesco Antonio Santori, prete, poeta e drammaturgo italiano († 1894)
- 17 settembre - Thomas Hendricks, politico statunitense († 1885)
- 17 settembre - Felice Manfredi, politico italiano († 1895)
- 18 settembre - Léon Foucault, fisico francese († 1868)
- 18 settembre - Augusto Theodoli, cardinale italiano († 1892)
- 19 settembre - Tommaso Albarella, patriota italiano († 1894)
- 19 settembre - John Anster Fitzgerald, pittore inglese († 1906)
- 20 settembre - Théodore Chassériau, pittore francese († 1856)
- 21 settembre - Anaïs Ségalas, scrittrice francese († 1895)
- 21 settembre - Luisa Maria di Borbone-Francia, duchessa († 1864)
- 22 settembre - Wilhelm Wattenbach, storico e archivista tedesco († 1897)
- 23 settembre - Hippolyte Fizeau, fisico francese († 1896)
- 24 settembre - Gaetano Chierici, archeologo, etnologo e presbitero italiano († 1886)
- 25 settembre - George Salmon, matematico e teologo irlandese († 1904)
- 26 settembre - Callisto Guatelli, compositore e direttore d'orchestra italiano († 1900)
- 26 settembre - Edward Watkin, imprenditore e politico britannico († 1901)
- 27 settembre - Pasquale Sottocorno, patriota italiano († 1857)
- 29 settembre - Basilio Leto, vescovo cattolico italiano († 1896)

## Ottobre(28)
- 2 ottobre - Biagio Verri, religioso e attivista italiano († 1884)
- 4 ottobre - Michele Ungaro, patriota, politico e magistrato italiano († 1890)
- 7 ottobre - William Still, imprenditore, scrittore e storico statunitense († 1902)
- 9 ottobre - Marija Arkad'evna Vjazemskaja, nobildonna russa († 1889)
- 10 ottobre - Heinrich Joseph Dominicus Denzinger, presbitero e teologo tedesco († 1883)
- 10 ottobre - Raffaele Piccoli, patriota e rivoluzionario italiano († 1880)
- 13 ottobre - Aurelio Saffi, patriota e politico italiano († 1890)
- 14 ottobre - Ignazio Genuardi, politico italiano († 1883)
- 14 ottobre - Eugène Lachat, arcivescovo cattolico svizzero († 1886)
- 15 ottobre - Clément Juglar, medico e statistico francese († 1905)
- 16 ottobre - Francis Russell, IX duca di Bedford, politico e agronomo britannico († 1891)
- 16 ottobre - Arnold Schaefer, storico tedesco († 1883)
- 16 ottobre - Tirimujgan Kadin († 1852)
- 17 ottobre - Oronzio De Donno, patriota e politico italiano († 1886)
- 17 ottobre - Federico Guglielmo di Meclemburgo-Strelitz, sovrano tedesco († 1904)
- 20 ottobre - Báb, profeta persiano († 1850)
- 20 ottobre - Paul Thénard, chimico e agronomo francese († 1884)
- 21 ottobre - Milan Obrenović II di Serbia, sovrano serbo († 1839)
- 22 ottobre - Giovanni Toselli, attore teatrale italiano († 1886)
- 25 ottobre - Christian August Friedrich Garcke, botanico tedesco († 1904)
- 26 ottobre - Jacopo Sgarallino, patriota italiano († 1879)
- 28 ottobre - Hans Herzog, generale svizzero († 1894)
- 28 ottobre - Andrea Sgarallino, militare italiano († 1887)
- 28 ottobre - Agostino Viligiardi, fantino italiano († 1856)
- 30 ottobre - Giovanni Di Bartolo, architetto e agronomo italiano
- 30 ottobre - James Taylor Lewis, politico e avvocato statunitense († 1904)
- 31 ottobre - Alexander Williams Randall, politico statunitense († 1872)
- 31 ottobre - Antonio Rossetti, scultore italiano († 1889)

## Novembre(32)
- 1º novembre - John Miller Adye, generale inglese († 1900)
- 5 novembre - Szymon Marcin Kozłowski, arcivescovo cattolico polacco († 1899)
- 5 novembre - Hamilton Lanphere Smith, scienziato, astronomo e fotografo statunitense († 1903)
- 5 novembre - Angelo Spera, magistrato, avvocato e politico italiano († 1902)
- 6 novembre - Nicola Bruni Grimaldi, politico italiano († 1893)
- 7 novembre - Elizabeth Neall Gay, attivista statunitense († 1907)
- 7 novembre - Nicola Zanichelli, editore italiano († 1884)
- 8 novembre - Bellino Briganti-Bellini, imprenditore e politico italiano († 1869)
- 8 novembre - Pompeo Marino Molmenti, pittore italiano († 1894)
- 8 novembre - Giuseppe Picone, storico, archeologo e giurista italiano († 1901)
- 9 novembre - Annibale de Gasparis, astronomo, matematico e politico italiano († 1892)
- 12 novembre - Monier Monier-Williams, linguista britannico († 1899)
- 12 novembre - Daniel Sanders, lessicografo tedesco († 1897)
- 13 novembre - Estanislao Figueras, avvocato e politico spagnolo († 1882)
- 14 novembre - Angelo Dimai, alpinista e militare italiano († 1880)
- 14 novembre - Konrad Hofmann, medievista e filologo tedesco († 1890)
- 16 novembre - Wilhelm Marr, tedesco († 1904)
- 16 novembre - Filippo Satriano, politico italiano
- 17 novembre - Francesco Bonafede Oddo, patriota e anarchico italiano († 1905)
- 21 novembre - Edward Frederick Kelaart, fisico e naturalista britannico († 1860)
- 21 novembre - Elisabeth Jerichau-Baumann, pittrice polacca († 1881)
- 21 novembre - Alessandro Rossi, imprenditore e politico italiano († 1898)
- 22 novembre - George Eliot, scrittrice britannica († 1880)
- 23 novembre - Francesco Mastriani, scrittore italiano († 1891)
- 23 novembre - Benjamin Prentiss, militare, politico e generale statunitense († 1901)
- 23 novembre - Stefano Stampa, nobile e scrittore italiano († 1907)
- 23 novembre - Josiah Whitney, geologo statunitense († 1896)
- 26 novembre - Giacomo Castelnuovo, politico, patriota e medico italiano († 1886)
- 28 novembre - Walter Montgomerie Neilson, ingegnere scozzese († 1889)
- 30 novembre - Vincenzo Cordova Savini, politico italiano († 1897)
- 30 novembre - Cyrus West Field, imprenditore statunitense († 1892)
- 30 novembre - Giuseppe La Masa, patriota, politico e militare italiano († 1881)

## Dicembre(27)
- 1º dicembre - Philipp Krementz, cardinale e arcivescovo cattolico tedesco († 1899)
- 5 dicembre - Domenico Capellina, politico italiano († 1860)
- 7 dicembre - Sara Levi Nathan, patriota, filantropa e politica italiana († 1882)
- 8 dicembre - Lodovico Leonardi, vescovo cattolico italiano († 1898)
- 9 dicembre - Raffaele Pasi, militare italiano († 1890)
- 10 dicembre - Felice Orsini, scrittore e rivoluzionario italiano († 1858)
- 12 dicembre - Jules Eugène Lenepveu, pittore francese († 1898)
- 13 dicembre - Alessandro Guardassoni, pittore italiano († 1888)
- 14 dicembre - Jean-François Abeloos, scultore belga († 1886)
- 15 dicembre - Tommaso Gallarati Scotti, II principe di Molfetta, giornalista, patriota e principe italiano († 1905)
- 15 dicembre - Vincenzo Mellini Ponce de León, storico e ingegnere italiano († 1897)
- 16 dicembre - Felice Pinna, poliziotto italiano († 1890)
- 17 dicembre - Apelle Dei, naturalista italiano († 1903)
- 17 dicembre - Marthinus Wessel Pretorius, politico e militare boero († 1901)
- 18 dicembre - Isaac Thomas Hecker, presbitero statunitense († 1888)
- 18 dicembre - Jakov Petrovič Polonskij, poeta russo († 1898)
- 19 dicembre - Felice Govean, giornalista italiano († 1898)
- 20 dicembre - Emanuele Lolli, politico italiano († 1905)
- 21 dicembre - Constantin Possiet, ammiraglio e politico russo († 1899)
- 22 dicembre - Franz Abt, compositore e direttore di coro tedesco († 1885)
- 23 dicembre - Carl Siegmund Franz Credé, ginecologo tedesco († 1892)
- 25 dicembre - Vittorio Zoppi, prefetto e politico italiano († 1907)
- 26 dicembre - Antonio Mazzolani, compositore italiano († 1900)
- 27 dicembre - Hugh Cairns, I conte Cairns, politico e nobile britannico († 1885)
- 28 dicembre - Pietro Cavoti, artista e pittore italiano († 1890)
- 30 dicembre - Theodor Fontane, farmacista, scrittore e poeta tedesco († 1898)
- 30 dicembre - John White Geary, politico, avvocato e insegnante statunitense († 1873)

## Senza giorno specificato(50)
- Charles Anderson Dana, poeta e pubblicista statunitense († 1897)
- Thomas Anderson, chimico inglese († 1874)
- Francesco Anfossi, militare italiano († 1890)
- François-Alphonse Arnault, attore teatrale e drammaturgo francese († 1860)
- Siegfried Heinrich Aronhold, matematico tedesco († 1884)
- Salesio Balsano, politico italiano († 1894)
- Barbara Choe Yeong-i, santa coreana († 1840)
- Alfred Baring Garrod, medico inglese († 1907)
- Gaetano Bianchi, pittore e restauratore italiano († 1892)
- Avdot'ja Jakovlevna Panaeva, scrittrice russa († 1893)
- Bernat Calvó Puig Capdevilla, compositore e organista spagnolo († 1880)
- Luigi Ceccarini, militare e patriota italiano († 1887)
- Nikolaj Vladimirovič Chanykov, scrittore, orientalista e etnografo russo († 1878)
- Ángel María Cortellini, pittore italiano
- Domenico Costanzi, imprenditore italiano († 1898)
- Giuseppe Del Giudice, archivista e storico italiano († 1909)
- Anaïs Fargueil, attrice teatrale francese († 1896)
- Nicolas Flobert, inventore francese († 1894)
- Nicolò Gavotti, politico italiano († 1890)
- Dario Giacomelli, architetto italiano († 1897)
- Alexandru G. Golescu, politico rumeno († 1881)
- Serafino Amabile Guastella, etnologo italiano († 1899)
- Henri Harpignies, pittore francese († 1916)
- Lansford Hastings, esploratore e militare statunitense († 1870)
- Hüseyin Avni Pascià, generale e politico ottomano († 1876)
- İbrahim Edhem Pascià, politico ottomano († 1893)
- Karl Langer, zoologo austriaco († 1887)
- Sergej L'vovič Levickij, fotografo russo († 1898)
- Luigi Mancini, pittore italiano († 1881)
- Paul Johannes Merkel, giurista tedesco († 1861)
- Ercole Nardi, archeologo italiano († 1892)
- Carlo Osmani, patriota italiano († 1900)
- Giuseppe Pacchioni, patriota, incisore e scultore italiano († 1887)
- Thomas William Parsons, poeta statunitense († 1892)
- Luigi Pesci, patriota italiano
- Nicolas Pino, militare e politico statunitense († 1896)
- Henri-Charles Plaut, fotografo francese
- Maria Rosetti, giornalista, rivoluzionaria e filantropa rumena († 1893)
- Ulisse Salis, patriota, ingegnere e nobile italiano († 1893)
- Francesco Maria Scala, militare e direttore di banda italiano († 1903)
- Karl Schmidt, pedagogista tedesco († 1864)
- Sidkeong Namgyal, indiano († 1874)
- Charles Piazzi Smyth, astronomo britannico († 1900)
- Charles Stanley, scacchista britannico († 1901)
- Tantia Topi, militare indiano († 1859)
- William Ross Wallace, poeta statunitense († 1881)
- William Wilkinson, architetto britannico († 1901)
- Maria Anne Wyndham, nobildonna inglese († 1892)
- Butrus al-Bustani, scrittore siriano († 1883)
- Édouard Placide Duchassaing de Fontbressin, naturalista francese († 1873)